# 国际派 (中国共产党)
国际派，全称共产国际派，是中国共产党内部早期的一个派系，以王明、博古、张闻天、周恩來等人为代表人物。国际派的人物大多有苏联和共产国际的背景，尊奉共产国际和苏联共产党的宗旨，模仿苏联的社会主义模式并在中国施行，忠实执行共产国际对中国共产党的一切指示。他们主张模仿苏共的革命方式，在城市发起革命，反对毛泽东提出的“建立根据地”、“农村包围城市”和“游击战争”等方针，与毛泽东等本土派人士一直存在矛盾。现今中共党史称国际派为“教条主义”的“左倾路线”。

## 发展历史
中共在成立初期，有赖于共产国际的帮助，完全受共产国际领导。1922年，共产国际指示中共与孙中山领导的中国国民党合作，但引起了中共中央总书记陈独秀等领袖的不满，指出两党革命宗旨不同、革命依据不同、盟友不同。陈独秀最终勉强服从共产国际的指示与国民党合作，但对共产国际的对中共的指挥非常不满。1927年8月7日，共产国际派罗明那兹为代表，在汉口举行紧急会议，禁止陈独秀参加。会议上斥责陈独秀等人为“右倾机会主义”，改组了中共中央政治局，对陈独秀等人进行清算。此次会议就是历史上的八七会议，自此国际派和毛泽东为首的国内派开始抬头。
1930年12月，共产国际派王明回国，担任中共中央政治局常委，逐渐开始取代总书记向忠发的权力。1931年，中共六届四中全会上，担任的王明实际主持了中共中央的工作，并形成了自己的派系，掌握了中共的领导权。
1931年9月，王明前往莫斯科，担任中共驻共产国际代表，中共代理总书记一职由国际派的博古担任。博古否定了毛泽东的方针，剥夺毛泽东等人的军权，国内派失势。然而，中共在第五次反围剿中惨败，被迫实行“战略转移”，即长征。在1935年的遵义会议上，张闻天取代博古成为中央总书记后，被迫起用毛泽东等国内派人士，恢复毛泽东军权（周也從此成為毛的下屬）。
在此之后，毛泽东由于其军事成就而逐渐成为中共的领导人，国际派渐渐失势，不少国际派人士转为支持毛泽东。在之后的抗日战争中，王明自莫斯科回到延安，试图执行共产国际的抗日统一战线政策，试图通过联合国民政府的方式扩大抗日统一战线，被毛泽东为首的国内派人士抵制，斥责为右倾投降主义。王明逐渐受到排挤。1942年延安整风运动中，国内派强调马克思主义的中国化，树立毛泽东思想，以谋求摆脱苏联的控制。王明等国际派人物成为重点批判对象，遭到清洗，从此彻底失势。